# Mogoplistidae
Mogoplistidae es una familia de insectos en la superfamilia Grylloidea del orden Orthoptera. Esta familia de grillos con escamas es considerada monofilética, un taxón hermano de los grillos Gryllidae. La familia comprende 30 géneros y 364 especies distribuidas por todo el mundo; 20 especies de 4 géneros se encuentran en América del Norte y esta familia incluye los Pseudomogoplistes squamiger europeos.

## Subfamilias, Tribus y géneros selectos
Entre los taxones que componen Mogoplistidae se encuentran:

### Malgasiinae
Autoridad: Gorochov 1984
- Malgasia Uvarov, 1940

### Mogoplistinae
Autoridad: Brunner von Wattenwyl 1873

 tribu Arachnocephalini Gorochov 1984
- Arachnocephalus Costa, 1855
- Cycloptiloides Sjöstedt, 1909
- Cycloptilum Scudder, 1869
- Discophallus Gorochov, 2009
- Ornebius Guérin-Méneville, 1844
- †Pseudarachnocephalus Gorochov, 2010
- Pseudomogoplistes Gorochov, 1984

 tribu Mogoplistini Brunner von Wattenwyl 1873
- Biama Otte & Alexander, 1983
- Collendina Otte & Alexander, 1983
- Derectaotus Chopard, 1936
- Ectatoderus Guérin-Méneville, 1847
- Eucycloptilum Chopard, 1935
- Gotvendia Bolívar, 1927
- Hoplosphyrum Rehn & Hebard, 1912
- Kalyra Otte & Alexander, 1983
- Kiah Otte & Alexander, 1983
- Marinna Otte & Alexander, 1983
- Microgryllus Philippi, 1863
- Micrornebius Chopard, 1969
- Mogoplistes Serville, 1838
- Musgravia Otte, 1994
- Oligacanthopus Rehn & Hebard, 1912
- Pachyornebius Chopard, 1969
- Paramogoplistes Gorochov, 1984
- Pongah Otte & Alexander, 1983
- Talia Otte & Alexander, 1983
- Tubarama Yamasaki, 1985
- Yarabina Otte, 1994

Tribu indeterminada
- Apterornebius Ingrisch, 2006
- Terraplistes Ingrisch, 2006

### †Protomogoplistinae
- †Protomogoplistes Gorochov, 2010

## Ecología
Estos grillos tienen una distribución mundial: especialmente en ambientes tropicales / subtropicales cerca del agua. Como muchos otros grillos, son carroñeros omnívoros y comen hongos, material vegetal y otros insectos. Los miembros de esta familia se distinguen de las familias estrechamente relacionadas por las escamas que cubren su abdomen y partes del tórax y se parecen a los lepidópteros.

## Historia
Originalmente la familia fue descripta por Brunner von Wattenwyl in 1873, pero un género (Mogoplistes) fue descripto antes en 1838 por Serville y fue la base para la nomenclatura de la familia. Mogoplistidae tiene tres subfamilias: Mogoplistinae, Malgasiinae y Protomogoplistinae. Se ha hecho poco por completar la clasificación de esta familia y describir estos grillos, si bien si se ha trabajado en el desarrollo de sus elementos acústicos y la identificación de nuevas características.